# Lucien Chopard
Lucien Chopard, född 31 augusti 1885 i Paris, död 16 november 1971, var en fransk entomolog. 

## Biografi
Chopard examinerades från Faculté des sciences de Paris 1920. År 1919 blev han korrespondent för Muséum national d'histoire naturelle och 1931 ansvarig för dess vivarium. Han blev assisterande direktör 1936 och professor 1951.
Chopard var specialist i hopprätvingar och arbetade med Mantidae insamlade av Charles A. Alluaud och René Gabriel Jeannel under deras expedition till östra Afrika 1911–1912.
Han blev ledamot i Société entomologique de France 1901 och hedersgeneralsekreterare 1950. År 1931 blev han president i Société zoologique de France.
Chopard översatte även Vincent Brian Wigglesworths verk till franska.